# ایر میل (مجله)
ایر میل (انگلیسی: Air Mail) یک خبرنامهٔ دیجیتال هفتگی است که در ژوئیهٔ ۲۰۱۹ توسط گریدون کارتر، سردبیر سابق مجلهٔ ونیتی فر، و الساندرا استنلی، گزارشگر سابق نیویورک تایمز منتشر شد. شرکت سهامی خاص تی‌پی‌جی کپیتال سرمایه‌گذاری اصلی مجلهٔ ایر میل است.